# جون فاولر (لاعب كرة قاعدة)
جون فاولر (بالإنجليزية: John Fuller)‏ هو لاعب كرة قاعدة أمريكي، ولد في 29 يناير 1950 في لينووود في الولايات المتحدة.

## وصلات خارجية
- جون فاولر على موقعبيزبول رفرنس.كوم (الدوري الرئيسي) (الإنجليزية)
- جون فاولر على موقعبيزبول رفرنس.كوم (الدوري الثانوي) (الإنجليزية)